# Siedliszcze (gmina)
Pour les articles homonymes, voir Siedliszcze.
Siedliszcze est une gmina mixte (gmina miejsko-wiejska) du powiat de Chełm, dans la Voïvodie de Lublin, dans l'est de la Pologne.
Son siège administratif (chef-lieu) est la ville de Siedliszcze, qui se situe environ 23 kilomètres à l'ouest de Chełm (siège du powiat) et 42 kilomètres à l'est de la capitale régionale Lublin (capitale de la voïvodie).
La gmina couvre une superficie de 153,9 km2 pour une population de 7 050 habitants en 2006.

## Histoire
De 1975 à 1998, la gmina est attachée administrativement à la voïvodie de Chełm.

Depuis 1999, elle fait partie de la voïvodie de Lublin.

## Géographie
Outre la ville de Siedliszcze, la gmina inclut les villages et localités de :

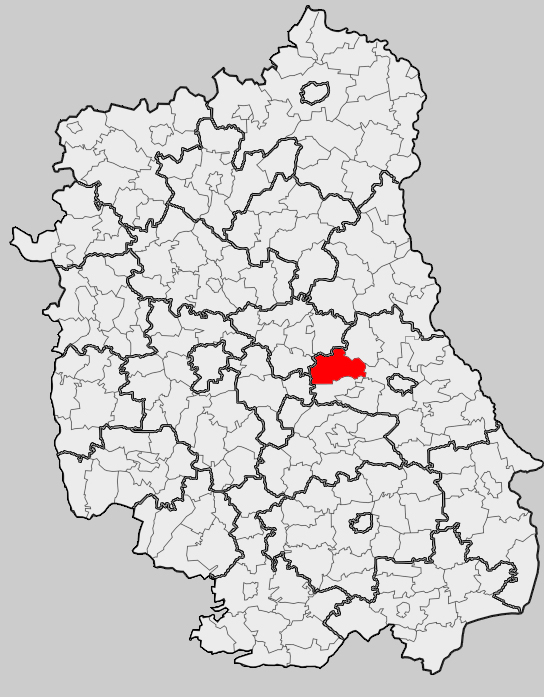
Position de la gmina dans la voïvodie

- Adolfin
- Anusin
- Bezek
- Bezek Dębiński
- Bezek-Kolonia
- Borowo
- Brzeziny
- Chojeniec
- Chojeniec-Kolonia
- Dobromyśl
- Gliny
- Jankowice
- Janowica
- Julianów
- Kamionka
- Krowica
- Kulik
- Kulik-Kolonia
- Lechówka
- Lipówki
- Majdan Zahorodyński
- Marynin
- Mogilnica
- Nowe Chojno
- Romanówka
- Siedliszcze-Kolonia
- Siedliszcze-Osada
- Stare Chojno
- Stasin Dolny
- Wojciechów
- Wola Korybutowa Druga
- Wola Korybutowa Pierwsza
- Wola Korybutowa-Kolonia
- Zabitek

### Gminy voisines
La gmina de Siedliszcze est voisine des gminy suivantes :
- Chełm
- Cyców
- Milejów
- Puchaczów
- Rejowiec Fabryczny
- Trawniki
- Wierzbica

## Structure du terrain
D'après les données de 2002, la superficie de la commune de Siedliszcze est de 153,9 kilomètres carrés, répartis comme telle :
- terres agricoles : 85 %
- forêts : 3 %

La commune représente 8,65 % de la superficie du powiat.

## Démographie
Données du 30 juin 2004:
| Description        | Total  | Total | Femmes | Femmes | Hommes | Hommes |
| ------------------ | ------ | ----- | ------ | ------ | ------ | ------ |
| Unité              | Nombre | %     | Nombre | %      | Nombre | %      |
| Population         | 7 107  | 100   | 3 596  | 50,6   | 3 511  | 49,4   |
| Densité (hab./km²) | 46,2   | 46,2  | 23,4   | 23,4   | 22,8   | 22,8   |